# Po pamětihodnostech Těchobuze
Po pamětihodnostech Těchobuze je okružní naučná stezka v Těchobuzi a nejbližším okolí. Její celková délka je cca 3,5 km a nachází se na ní 10 zastavení.

## Vedení trasy
Trasa začíná na návsi, odkud vede k zámku následně pokračuje po silničce k infocentru a kostelu sv. Marka. Tady se stáčí doleva zpátky na náves a po chvíli se napojuje na silnici II/124. Po chvíli odbočuje doprava ke hřbitovu s kaplí sv. Jana Nepomuckého a okolo hřbitova k rybníku, který obchází a přes silnici podél potoka k rybníku Loudal. Na jeho břehu se stáčí doleva, rybník částečně obchází a na hrázi se napojuje na modrou turistickou značku s NS Mozaika krajiny. V místě napojení se stáčí doleva, ale ještě před mostem přes Barborku je opouští a pokračuje po lesní cestě až k místě rozdvojení. Rovně pokračuje odbočka k Bolzanově studánce, trasa se stáčí doleva zpět do Těchobuze. Po asi 600 metrech se napojuje na silničku od Zhoře s modrou turistickou značkou, stáčí se doleva zpátky na náves, kde je ještě odbočka k baroknímu špýcharu.

## Zastavení
- Zámek
- Zvonice
- Kostel sv. Marka
- Škola
- Kaple sv. Jana Nepomuckého
- Zámecký park s historií sklářství
- Bolzanova studánka
- Bývalý mlýn
- Budova hostince
- Špýchar
- Obrázky, zvuky či videa k tématu Po pamětihodnostech Těchobuze na Wikimedia Commons